# Elizabeth Spencer (scrittrice)
Elizabeth Spencer (Carrollton, 19 luglio 1921 – Chapel Hill, 22 dicembre 2019) è stata una scrittrice statunitense.

## Biografia
Elizabeth Spencer nacque a Carrollton, nel Mississippi, il 19 luglio 1921 da Mary James McCain (prozia del senatore John McCain) e James Luther Spencer.
Compì gli studi alla Belhaven University di Jackson dove ottenne un B.A. nel 1942, e all'Università Vanderbilt di Nashville (M.A. l'anno successivo).
Trasferitasi a Oxford, insegnò all'Università del Mississippi e, dopo aver vinto una Borsa Guggenheim nel 1953, si trasferì in Italia dove sposò l'insegnante inglese John Rusher il 29 settembre 1956.
Nel 1958 si spostò in Canada dove insegnò scrittura creativa all'Università Concordia dal 1976 al 1986, anno in cui ritornò negli Stati Uniti. Qui tenne una cattedra all'Università della Carolina del Nord a Chapel Hill fino al pensionamento nel 1992.
È morta il 22 dicembre 2019 a Chapel Hill, all'età di 98 anni.

## Analisi dell'opera
Esordì nella narrativa nel 1948 con il romanzo rurale Fire in the Morning ben accolto dalla critica.
This Crooked Way, pubblicato nel 1952 e La porta di servizio, uscito nel 1956 e vicinissimo alla vittoria del Premio Pulitzer per la narrativa l'anno successivo contribuirono ad etichettare la scrittrice come "southern writer" per la loro ambientazione nel Mississippi e le tematiche razziali, ma con La luce nella piazza e il successivo Knights and Dragons l'autrice si smarcò da tale definizione con narrazioni di americani residenti in Italia.
La luce nella piazza, travagliata vicenda di una madre statunitense che vuole dare in sposa sua figlia ad un giovane italiano, ottenne in particolare un vasto consenso di critica e di pubblico e fornì il soggetto per una pellicola cinematografica nel 1962 e un musical nel 2005.
Autrice anche di numerosi racconti apparsi di frequente nel New Yorker, nell'American Short Stories e nel The Pushcart Prize Anthology, fu segnalata per 4 volte al Premio O. Henry.

## Opere

### Romanzi
- Fire in the Morning (1948)
- This Crooked Way (1952)
- La porta di servizio (The Voice at the Back Door, 1956), Milano, Mondadori, 1962 traduzione di Liliana Bonini
- La luce nella piazza (The Light in the Piazza), Milano, Longanesi, 1960 traduzione di Adriana Pellegrini
- Knights and Dragons (1965)
- No Place for an Angel (1967)
- The Snare (1972)
- The Salt Line (1984)
- The Night Travellers (1991)

### Raccolte di racconti
- Ship Island and Other Stories (1968)
- The Stories of Elizabeth Spencer (1981)
- Marilee (1981)
- Jack of Diamonds and Other Stories (1988)
- On the Gulf (1991)
- The Light in the Piazza and Other Italian Tales (1996)
- The Southern Woman (2001)
- Starting Over (2014)

### Libri autobiografici
- Landscapes of the Heart: A Memoir (1997)

## Filmografia
- Luce nella piazza (Light in the Piazza), regia di Guy Green (1962) (soggetto)

## Musical
- The Light in the Piazza  musiche e versi di Adam Guettel e libretto di Craig Lucas (2005) (soggetto)

## Premi e riconoscimenti
- Guggenheim Fellowship: 1953[15]
- National Book Award per la narrativa: 1957 finalista con La porta di servizio e 1961 finalista con La luce nella piazza[16]
- Premio Dos Passos: 1991
- Premio PEN/Malamud: 2009[17]
- Rea Award for the Short Story: 2013[18]